# ذباب الحجر الشتوي
ذباب الأحجار الشتوي أو ذباب الصفصاف (الاسم العلمي: Taeniopterygidae)، فصيلة حشرات من رتبة مطويات الأجنحة، تحتوي الفصيلة على 110 نوع موجود (حيّ، هناك ثمان أجناس منقرضة)، أعطانها في مواطن القارة الشمالية. عادًة ما يكون حجم حشراتها البالغة أصغر من 15.